# مقاطعة أيتكين (مينيسوتا)
مقاطعة أيتكين (بالإنجليزية: Aitkin County)‏ هي إحدى مقاطعات ولاية مينيسوتا في الولايات المتحدة الأمريكية.